# سوگند خونین (فیلم)
سوگند خونین (به هندی: Ghatak: Lethal) فیلمی است محصول سال ۱۹۹۶ و به کارگردانی راجکومار سانتوشی است. در این فیلم بازیگرانی همچون سانی دئول، میناکشی سشادری، دنی دنزونگپا، آمریش پوری ایفای نقش کرده‌اند.
این فیلم در ایران توسط مؤسسه رسانه‌های تصویری دوبله و پخش شده‌است.

## داستان فیلم
داستان فیلم درباره مرد جوانی به نام کاشی (سانی دئول) است که از یک روستای کوچک به بمبئی نقل‌مکان می‌کند. او ناگهان خود را میان دنیای جرم و جنایت گرفتار می‌بیند و ناچار مجبور به درگیری با گنگسترهای قدرتمند می‌شود.
کاشی در نهایت خود را وقف جنگیدن برای عدالت و محافظت مردم روستایش در مقابل این گنگسترها می‌کند.

## بازیگران
- سانی دئول (کاشینات) نقش اصلی
- میناکشی سشادری (گوری) معشوقه کاشینات
- آمریش پوری (شامپونات) پدر کاشینات
- دنی دنزونگپا (کاتیا) دشمن کاشینات
- موکش ریشی (جینا) برادر کاتیا
- تینو آناند (کمسیر پلیس)
- روهینی هاتانگادی (ساویتری) همسر کمیسر پلیس
- ایلا آرون (مالتی) همسر ساچدو
- ک.ک رینا (شیونات) برادر کاشینات
- شیلا شارما (شیلا) همسر شیونات
- اوم پوری (ساچدو)

## جوایز
- سانی دئول (نامزد جایزه فیلم فیر بهترین بازیگر نقش اول مرد)
- دنی دنزونگپا (نامزد جایزه فیلم فیر برای بهترین بازیگر نقش منفی)
- آمریش پوری (برنده جایزه فیلم فیر برای بهترین بازیگر نقش مکمل مرد)
- راجکومار سانتوشی (نامزد جایزه فیلم فیر برای بهترین کارگردانی)